# Julienne (tillredningsmetod)

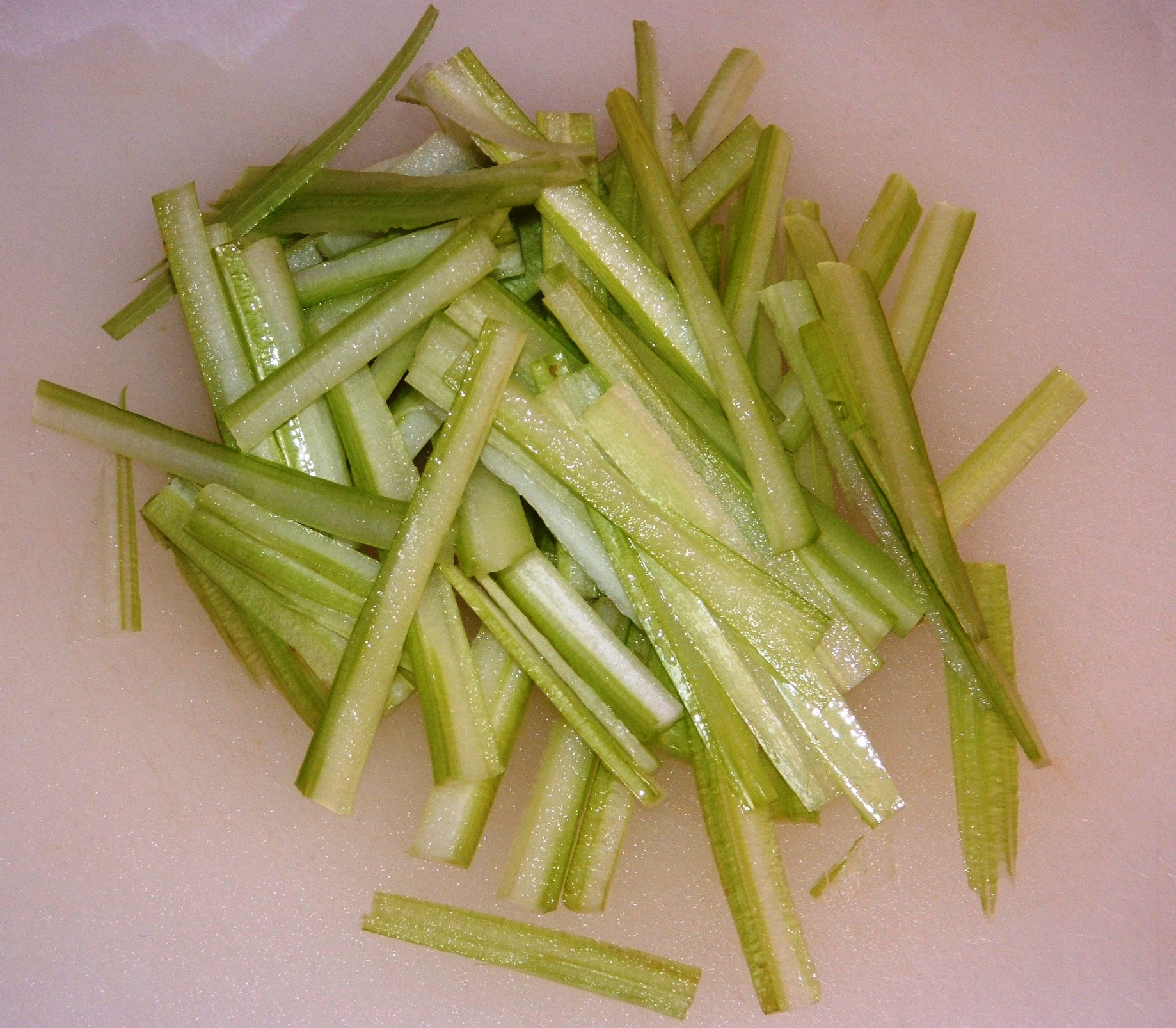
Julienneskuren selleri

Julienne, även julienn, är fint skurna stavar av grönsaker och rotfrukter. Sådana grönsaker används både som tillbehör till olika rätter och som garnityr i till exempel soppor.